# Murray Dickie
Murray Dickie (3. April 1924 in Bishopton, Renfrewshire – 19. Juni 1995 in Kapstadt, Südafrika) war ein schottischer Opernsänger der Stimmlage Tenor und Regisseur. Er reüssierte international in Buffo-Partien und als Comprimario. Er war 30 Jahre lang an der Wiener Staatsoper verpflichtet.
1964 wurde er zum Kammersänger ernannt.

## Leben und Werk
Murray Dickie folgte dem Beispiel seines zehn Jahre älteren Bruders William Dickie (1914–1984), der Gesangsunterricht bei Stefan Pollmann in Wien nahm und Opernsänger wurde. Während der ältere Bruder sich das Stimmfach Bassbariton aneignete, wurde der jüngere zum Tenor ausgebildet. Murray Dickie setzte seine Studien bei Dino Borgioli und Guido Farinelli in Mailand fort und debütierte 1947 bei der New London Opera Company am Cambridge Theatre in London als Graf Almaviva in Rossinis Barbier von Sevilla. In dieser Produktion wirkte auch sein Bruder mit, als Figaro. Er blieb zwei Spielzeiten lang an diesem Haus engagiert und wechselte 1949 in das Opernhaus Covent Garden, wo er sich als Tamino, Don Basilio und David vorstellen konnte. Er übernahm in diesem Haus auch die Rolle des Heilers in der Uraufführung von The Olympians von J. B. Priestley und Arthur Bliss. 1951 wurde er an die Wiener Staatsoper engagiert und blieb deren Ensemblemitglied bis 1981. Parallel zu seinem Wiener Vertrag konnte er eine rege Gastspieltätigkeit entfalten. 1952 debütierte er an der Mailänder Scala unter Leitung von Wilhelm Furtwängler, 1953 übernahm er die Rolle des Ersten Königs in der Liebe der Danae an der Pariser Oper. Er trat weiterhin in Glyndebourne und beim Edinburgh International Festival auf, dort unter anderem als Sellem the Auctioneer in der Britischen Erstaufführung von The Rake’s Progress. Weiters wurde er an das Teatro Liceu in Barcelona und dann das Teatro Colón in Buenos Aires eingeladen, an die Bayerische Staatsoper in München und an das Teatro Regio in Turin. Von 1962 bis 1972 gastierte er regelmäßig an der Metropolitan Opera in New York, unter anderem als Don Ottavio im Don Giovanni und als Jaquino im Fidelio. Bei den Bregenzer Festspielen übernahm er 1956 den Faust in Faust's Verdammung von Hector Berlioz, 1957 das Tenorsolo im Verdi-Requiem und 1963 den Caramello in der Johann-Strauß-Operette Eine Nacht in Venedig. Weitere Operettenpartien übernahm er an der Wiener Volksoper. 1958 gastierte er als Alfred in La Traviata am Salzburger Landestheater.
Seine Paraderollen wurden zwei klassische Tenorbuffo-Partien, der Pedrillo in der Entführung aus dem Serail und der David in den Meistersingern von Nürnberg. Mit beiden Rollen reüssierte er international, vom Pedrillo gibt es auch eine Einspielung aus Salzburg (1956, geleitet von George Szell), vom David eine Aufzeichnung aus Wien (geleitet von Fritz Reiner). In diesen Rollen, aber auch als Don Basilio in der Hochzeit des Figaro, den er in Wien 199-mal gab, konnte er sein komödiantisches Talent und seine Spiellaune voll zur Geltung bringen. Den Pedrillo spielte und sang er ab 1950 regelmäßig beim Glyndebourne Festival, übernahm er in Wien in insgesamt 152 Vorstellungen und von 1955 bis 1957 alljährlich bei den Salzburger Festspielen. Den David sang er unter anderem in London und 60-mal in Wien, weiters an der Mailänder Scala und an der New Yorker Met. Sein Talent für das Burleske und Komische stellte er in Wien auch 57-mal als Wenzel in der Verkauften Braut unter Beweis, als Georg und Baron Kronthal in den Albert-Lortzing-Opern Waffenschmied und Wildschütz sowie 17-mal als Prinz Orlofsky in der Fledermaus. Im ernsten Fach reüssierte er als Steuermann im Fliegenden Holländer (26-mal, auch in Mailand), als Beppo im Bajazzo (72-mal) und als Andres im Wozzeck (41-mal).
Als Ensemblemitglied eines Repertoirebetriebs musste er vielseitig einsetzbar sein und jederzeit einspringen können. Vielseitigkeit war ein wesentliches Charakteristikum Murray Dickies in der Wahl seiner Rollen. Er war in allen Epochen präsent, vom Barock bis in die Gegenwart, in vielen Sprachen, in der deutschen Spieloper ebenso wie im veristischen Drama, er sang Mozart, Beethoven, Wagner, Verdi, Puccini, Strauss, aber auch Operette und Kirchenmusik. Er war als lyrischer Tenor einsetzbar, als Tamino, Graf Almaviva im Rossini-Barbier, Fenton oder für „Di rigori armato“, die Arie des italienischen Sängers im Rosenkavalier von Hugo von Hofmannsthal und Richard Strauss. Als Comprimario waren seine bekanntesten und die in Wien am häufigsten gespielten Rollen der Remendado in der Carmen (82-mal), Erster und Vierter Jude in Salome (76-mal bzw. 19-mal), der Valzacchi im Rosenkavalier (71-mal), Brighella und Tanzmeister in Ariadne auf Naxos (97-mal bzw. 58-mal, ersterer auch in Salzburg), der Bucklige in der Frau ohne Schatten (19-mal, auch in Salzburg), der Goro in Madame Butterfly (13-mal) und der Pong in Turandot (65-mal).
1975 begann er zu inszenieren. Seine ersten Regiearbeiten waren Die Entführung aus dem Serail (am Salzburger Landestheater) und Eine Nacht in Venedig (an der English National Opera). Es folgten an der Wiener Kammeroper Brittens The Turn of the Screw, Paisiellos Barbier von Sevilla und Die beiden Blinden von Jacques Offenbach. Anfang der 1980er Jahre wurde er als künstlerischer Leiter des Cape Performing Arts Board, der Oper von Kapstadt, berufen. Er inszenierte dort unter anderem Verdis Otello (mit Jon Vickers, 1984) und Wagners Meistersinger von Nürnberg (1987).
Der Sänger war insgesamt dreimal verheiratet. Mit seiner zweiten Frau Maureen Springer (1928–1976), einer Koloratursopranistin, hatte er vier Söhne, darunter John (1953–2010), der in die Fußstapfen seiner Eltern trat, ebenfalls Sänger wurde und ebenfalls an der Wiener Staatsoper engagiert war.

## Auszeichnungen
- 1964 Kammersänger der Republik Österreich
- 1975 Ehrenkreuz I. Klasse für Wissenschaft und Kunst
- 1976 Officer of the Order of the British Empire (OBE)[5]
- 1984 Ehrenmedaille der Bundeshauptstadt Wien

## Tondokumente (Auswahl)
Alben, Schallplatten
- Folk and Traditional Songs from England, The Hebrides, Ireland and Scotland, mit John Pritchard am Klavier, 1954 (Philips mono 10" LP)
- Italian Interlude, mit Gianni Monese und seinem Orchester, 1958 (10", Album)

Chor-Orchesterwerke
- Beethoven: Missa solemnis, mit Teresa Stich-Randall, Nedda Casei, Frederick Guthrie, Dirigent: Heinz Wallberg, Wiener Staatsopernorchester, Wiener Staatsopernchor, 1966
- Beethoven: Neunte Sinfonie, mit Gottlob Frick, Elisabeth Höngen und Wilma Lipp, Dirigent: Carl Schuricht, Orchestre de la Société des Concerts du Conservatoire de Paris (EMI Angel CD)
- Mahler: Das Lied von der Erde, mit Dietrich Fischer-Dieskau, Dirigent: Paul Kletzki, Philharmonia Orchestra, 1960 (EMI Classics CD)
- Mozart: Requiem, KV 626, mit Elisabeth Höngen, Wilma Lipp, Ludwig Weber, Dirigent: Jascha Horenstein, Wiener Musikverein 1957 (Vox Classic CD)
- Mozart: Große Messe in c-Moll, KV 427, mit Walter Berry, Wilma Lipp, Christa Ludwig, Dirigent: Ferdinand Grossmann, 1957 (Preiser CD)

Opern
- Beethoven: Fidelio, Dirigent: Eugen Jochum, Orchestra Sinfonica Nazionale della RAI, Rom (Melodram CD) – Jaquino
- Berg: Wozzeck, Dirigent: Karl Böhm (1955). (Andante CD) – Andres
- Bizet: Carmen, Dirigent: Lorin Maazel, Live-Mitschnitt aus der Wiener Staatsoper (Orfeo D’Or CD) – Zuniga
- Richard Strauss: Die Frau ohne Schatten, Dirigent: Karl Böhm, Wiener Philharmoniker (Opera D’Oro CD) – einer von Barras Brüdern
- Richard Strauss: Der Rosenkavalier, Dirigent: Georg Solti, Wiener Philharmoniker, 1968 (London/Decca CD) – Valzacchi
- Richard Strauss: Salome, Dirigent: Karl Böhm, Wiener Staatsoper 1972 (Opera D’Oro CD) – Erster Jude
- Mozart: Die Entführung aus dem Serail, Dirigent: George Szell, Wiener Philharmoniker, Mitschnitt der Salzburger Festspiele 1956 (Melodram CD) – Pedrillo
- Mozart: Le nozze di Figaro, Dirigent: Erich Kleiber, Wiener Philharmoniker, 1956 (London/Decca CD) – Don Basilio
- Offenbach: Les contes d’Hoffmann, Dirigent: Thomas Beecham, Sadler’s Wells (Pearl CD) – Cochenille, Pitichinaccio
- Poulenc: Dialogues des Carmélites, Dirigent: Berislav Klobučar, Wiener Staatsoper 1961 (Ponto CD) – Der Chevalier
- Monteverdi: Il ritorno d’Ulisse in patria Dirigent: Nikolaus Harnoncourt, Concentus Musicus Wien, 1971 (Teldec Das Alte Werk) – Iro
- Wagner: Die Meistersinger von Nürnberg, Dirigent: Fritz Reiner, Wiener Staatsoper 1955 (Orfeo D’Or) – David
- Wagner: Die Meistersinger von Nürnberg, I. Akt und II. Akt, Dirigent: Thomas Beecham, Covent Garden 1951 (Gebhardt CD) – David
- Wagner: Tannhäuser und der Sängerkrieg auf Wartburg, Dirigent: Artur Rodziński, Rom 1957 (IDI CD) – Walter von der Vogelweide